# Lill-Ravesj
Lill-Ravesj är en sjö i Arjeplogs kommun i Lappland och ingår i Umeälvens huvudavrinningsområde. Sjön har en area på 0,174 kvadratkilometer och ligger 441 meter över havet.